# Erzbistum Zamboanga
Das Erzbistum Zamboanga (lat.: Archidioecesis Zamboangensis) ist eine auf den Philippinen gelegene römisch-katholische Erzdiözese mit Sitz in Zamboanga City.

## Geschichte
Das Erzbistum Zamboanga wurde am 10. April 1910 durch Papst Pius X. aus Gebietsabtretungen der Bistümer Cebu und Jaro als Bistum Zamboanga errichtet und dem Erzbistum Manila als Suffraganbistum unterstellt. Am 20. Januar 1933 gab das Bistum Zamboanga Teile seines Territoriums zur Gründung des Bistums Cagayan de Oro ab. Das Bistum Zamboanga wurde am 28. April 1934 dem Erzbistum Cebu als Suffraganbistum unterstellt. Am 29. Juni 1951 wurde das Bistum Zamboanga dem Erzbistum Cagayan de Oro als Suffraganbistum unterstellt.
Das Bistum Zamboanga wurde am 19. Mai 1958 durch Papst Pius XII. mit der Apostolischen Konstitution Quasi mater zum Erzbistum erhoben. Am 31. Juli 1967 gab das Erzbistum Zamboanga Teile seines Territoriums zur Gründung des Bistums Dipolog ab. Eine weitere Gebietsabtretung erfolgte am 24. Dezember 1979 zur Gründung der Territorialprälatur Ipil.
Das Erzbistum Zamboanga umfasst die Provinz Zamboanga del Sur.

## Ordinarien

### Bischöfe von Zamboanga
- Michael James O’Doherty, 1911–1916, dann Erzbischof von Manila
- James Paul McCloskey, 1917–1920, dann Bischof von Jaro
- José Clos y Pagés SJ, 1920–1931
- Luis Del Rosario SJ, 1933–1958

### Erzbischöfe von Zamboanga
- Luis Del Rosario SJ, 1958–1966
- Lino Gonzaga y Rasdesales, 1966–1973
- Francisco Raval Cruces, 1973–1994
- Carmelo Dominador Flores Morelos, 1994–2006
- Romulo Geolina Valles, 2006–2012
- Romulo Tolentino de la Cruz, 2014–2021
- Julius Sullan Tonel, seit 2023